# Simaetha tenuidens
Simaetha tenuidens là một loài nhện trong họ Salticidae.
Loài này thuộc chi Simaetha. Simaetha tenuidens được Eugen von Keyserling miêu tả năm 1882.